# Герб Кислівки (Куп'янський район)
Герб Кислі́вки — один з офіційних символів села Кислівка, Куп'янський район Харківської області, затверджений рішенням сесії Кислівської сільської рада.

## Опис
Щит перетятий золотим і червоним. На верхній частині квітка воронця, вміщена в срібну кінську підкову. На нижній частині срібна гармата. Герб облямований декоративним картушем і прикрашений сільською короною.
Визначною примітністю тутешньої місцевості є урочище Красне. Воно та ще Стрілецький степ на Луганщині — єдині в Україні території, де масово збереглася реліктова рослина — півонія вузьколиста (воронець). Квітка — ознака місцевості, якій надано статус Кислівського державного заповідника. Підкова — знак удачі. Гармата — символ того, що у роки Другої Світової війни в селі кілька місяців був командний пункт і штаб 62-ї армії.